# Chuhei Nambu
Chuhei Nambu (* Sapporo, 24 de mayo de 1904 – idem, 23 de julio de 1997) fue un atleta Japonés especialista en Salto de longitud y en Triple Salto. Tenía las plusmarcas mundiales tanto en Salto de Longitud con 7,98 metros  (+0.5m viento) realizada el 27 de octubre de 1931, como la de Triple Salto con 15,72 metros hecha el 14 de agosto de 1932 en los Juegos Olímpicos de Los Ángeles. En los Juegos Olímpicos de 1932, Nambu era el poseedor de la plusmarca mundial de Salto de Longitud, pero por un dolor en la espalda le hizo acabar tercero y medalla de bronce olímpico (por detrás de Edward Lansing Gordon y Charles Lambert Redd) con un salto de 7.45 metros. Dos días más tarde compitió en Triple Salto estableciendo un récord mundial y logrando la rara distinción de tener el récord mundial en ambas modalides de salto horizontal. Nambu es el primer y hasta la fecha único hombre que ha tenido el Récord Mundial tanto en el salto de longitud como en el triple salto.